# Leverontsteking
Leverontsteking of hepatitis is een verzamelnaam voor een aantal op elkaar lijkende ontstekingsverschijnselen van de lever. Het woord hepatitis komt uit het Grieks en Latijn en bestaat uit twee delen: 'ἡπαρ' (hèpar) en '-itis'. Hepar betekent 'lever' en het achtervoegsel -itis betekent ontsteking. De ziekte doet zich over de hele wereld voor.

## Oorzaken
De ziekte kan een aantal uiteenlopende oorzaken hebben als drugsgebruik, alcoholmisbruik, vergiftiging, auto-immuunziekten, cholestasis en virale hepatitis. Alcoholmisbruik en geneesmiddelen zijn de belangrijkste niet-virale oorzaken van hepatitis. 

## Symptomen

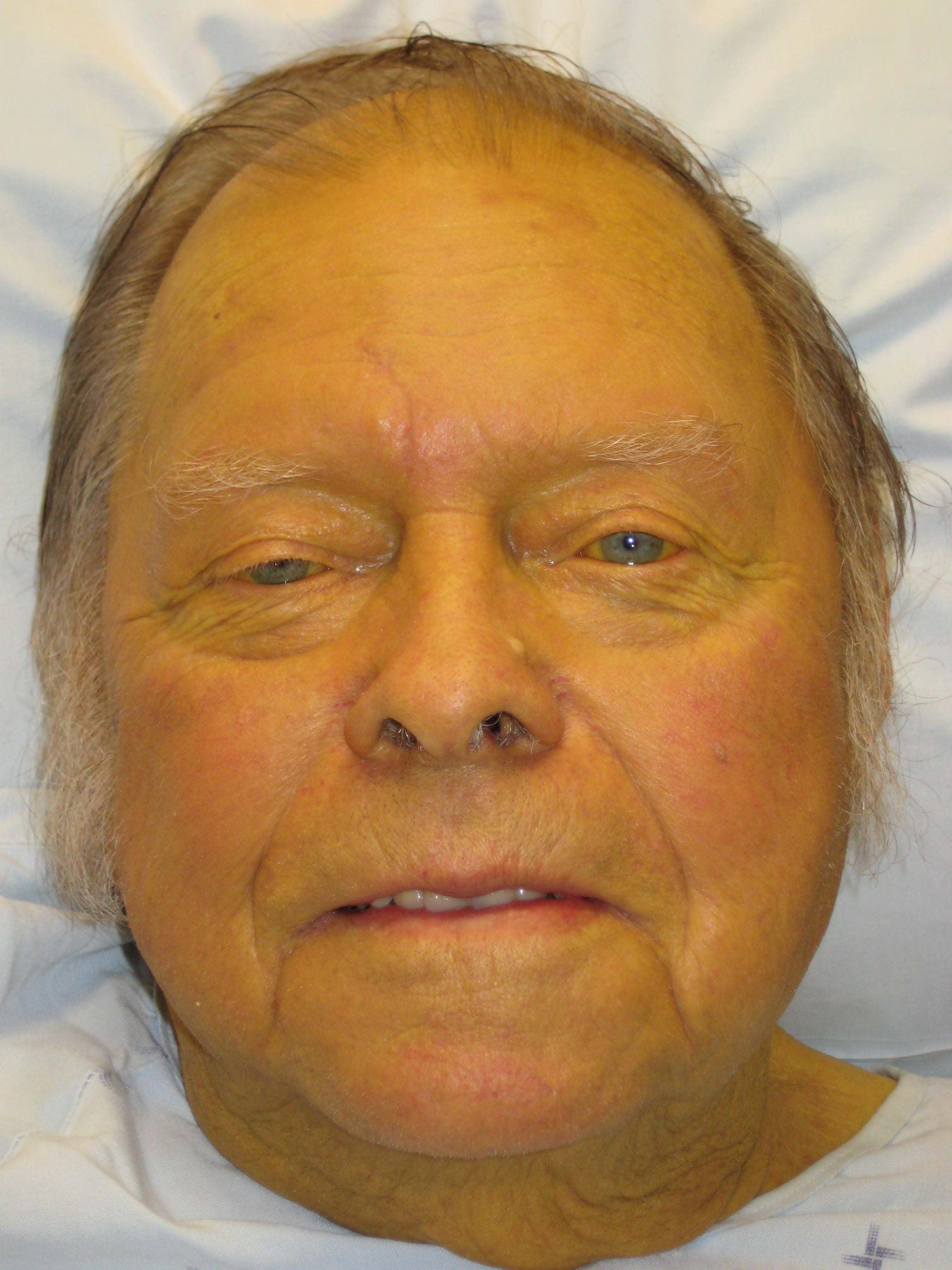
Geelzucht

Een verschijnsel van hepatitis kan zijn dat patiënten een gelige verkleuring van de huid of het oogwit krijgen. Dit wordt geelzucht (icterus) genoemd en veroorzaakt door een verhoging van het bilirubine in het bloed en de weefsels. Ook kan de urine donkerbruin verkleurd en de ontlasting ontkleurd (stopverfontlasting) zijn. Jeuk kan eveneens voorkomen. Hepatitis kan acuut verlopen (korter dan een half jaar) of chronisch. Bij sommige virussoorten (hepatitisvirussen B, C, D en de herpesvirussen waaronder cytomegalovirus) kan dragerschap ontstaan; daardoor kan een verhoogde kans op latere complicaties bestaan en kan de patiënt besmettelijk zijn voor gezonden. De wijze van overdracht is afhankelijk van het virus.

## Virushepatitiden

### "Klassieke" virushepatitiden
- Hepatitis A
- Hepatitis B
- Hepatitis C
- Hepatitis D (deltavirus)
- Hepatitis E
- Hepatitis G

### "Niet-klassieke" virushepatitiden
- Herpesvirusfamilie:
  - Epstein-Barrvirus (ziekte van Pfeiffer)
  - cytomegalievirusinfectie
  - Herpes-simplexvirus
  - Varicella-zostervirus (VZV)
- Gele-koortsvirus
- Mazelenvirus
- Rubellavirus (rodehond)